# Ovince Saint Preux
Ovince Saint Preux, född 8 april 1983 i Immokalee i Florida, är en amerikansk MMA-utövare med haitiskt ursprung som sedan 2013 tävlar i organisationen Ultimate Fighting Championship.